# Boccia ai XVII Giochi paralimpici estivi
Le gare di boccia ai XVII Giochi paralimpici estivi si sono svolte dal 29 agosto al 5 settembre 2024 presso il Paris Expo Porte de Versailles.

## Classificazione
Tutti i partecipanti hanno gareggiato su una sedia a rotelle. La classificazione degli atleti prevedeva quattro classi (precedute dal prefisso BC) basata sui seguenti criteri:
- BC1: atleti generalmente in carrozzina elettrica, che potevano lanciare la palla con la mano o con il piede e un assistente poteva aiutarli nel regolare la carrozzina e nella ripresa della palla;
- BC2: atleti che potevano lanciare la palla con la mano e non avevano la necessità di essere assistiti da un'altra persona;
- BC3: giocatori con disfunzioni locomotorie gravi che si riflettevano anche sulla possibilità di eseguire i lanci (per cui necessitavano di dispositivi, come rampe per far rotolare le bocce o di un assistente che, però, non poteva osservare il gioco né dar loro consigli);
- BC4: riservata ad atleti con disabilità a tutti e quattro gli arti e scarso controllo del tronco ma che riuscivano a lanciare la palla con destrezza, pertanto non necessitavano di un assistente[2][3].

## Formato
Sono stati svolti tornei individuali (maschili e femminili) per ciascuna classe di disabilità, due tornei di coppia misti (uno per gli atleti della classe BC3 e uno per la BC4) e, infine, un torneo a squadre miste, con atleti delle classi BC1 e BC2 contemporaneamente.
Ogni torneo comprendeva una fase eliminatoria a gironi seguita dalla fase a eliminazione diretta (comprensiva di quarti di finale, eccezion fatta per l'individuale femminile BC4). In ognuno di essi è stata svolta anche una finale per l'assegnazione della medaglia di bronzo.

## Calendario
| Boccia ai XVII Giochi paralimpici estivi | Boccia ai XVII Giochi paralimpici estivi | Boccia ai XVII Giochi paralimpici estivi | Boccia ai XVII Giochi paralimpici estivi | Boccia ai XVII Giochi paralimpici estivi | Boccia ai XVII Giochi paralimpici estivi | Boccia ai XVII Giochi paralimpici estivi | Boccia ai XVII Giochi paralimpici estivi | Boccia ai XVII Giochi paralimpici estivi | Boccia ai XVII Giochi paralimpici estivi | Boccia ai XVII Giochi paralimpici estivi | Boccia ai XVII Giochi paralimpici estivi | Boccia ai XVII Giochi paralimpici estivi | Boccia ai XVII Giochi paralimpici estivi | Boccia ai XVII Giochi paralimpici estivi | Boccia ai XVII Giochi paralimpici estivi |
| Torneo                                   | Classe                                   | Gio 29                                   | Ven 30                                   | Sab 31                                   | Sab 31                                   | Dom 1                                    | Dom 1                                    | Dom 1                                    | Lun 2                                    | Mar 3                                    | Mer 4                                    | Mer 4                                    | Gio 5                                    | Gio 5                                    |                                          |
| ---------------------------------------- | ---------------------------------------- | ---------------------------------------- | ---------------------------------------- | ---------------------------------------- | ---------------------------------------- | ---------------------------------------- | ---------------------------------------- | ---------------------------------------- | ---------------------------------------- | ---------------------------------------- | ---------------------------------------- | ---------------------------------------- | ---------------------------------------- | ---------------------------------------- | ---------------------------------------- |
| Individuali uomini                       | BC1                                      | G                                        | G                                        | G                                        | G                                        | QF                                       | SF                                       | B                                        | F                                        |                                          |                                          |                                          |                                          |                                          |                                          |
| Individuali uomini                       | BC2                                      | G                                        | G                                        | G                                        | QF                                       | SF                                       | B                                        | F                                        |                                          |                                          |                                          |                                          |                                          |                                          |                                          |
| Individuali uomini                       | BC3                                      | G                                        | G                                        | G                                        | G                                        | QF                                       | SF                                       | B                                        | F                                        |                                          |                                          |                                          |                                          |                                          |                                          |
| Individuali uomini                       | BC4                                      | G                                        | G                                        | G                                        | QF                                       | SF                                       | SF                                       | B                                        | F                                        |                                          |                                          |                                          |                                          |                                          |                                          |
| Individuali donne                        | BC1                                      | G                                        | G                                        | G                                        | QF                                       | SF                                       | SF                                       | B                                        | F                                        |                                          |                                          |                                          |                                          |                                          |                                          |
| Individuali donne                        | BC2                                      | G                                        | G                                        | G                                        | G                                        | SF                                       | B                                        | F                                        |                                          |                                          |                                          |                                          |                                          |                                          |                                          |
| Individuali donne                        | BC3                                      | G                                        | G                                        | G                                        | QF                                       | SF                                       | SF                                       | B                                        | F                                        |                                          |                                          |                                          |                                          |                                          |                                          |
| Individuali donne                        | BC4                                      | G                                        | G                                        | G                                        | G                                        | SF                                       | SF                                       | B                                        | F                                        |                                          |                                          |                                          |                                          |                                          |                                          |
| Misto a squadre                          | BC1-2                                    |                                          |                                          |                                          |                                          |                                          |                                          |                                          |                                          | G                                        | QF                                       | SF                                       | B                                        | F                                        |                                          |
| Misti a coppie                           | BC3                                      |                                          |                                          |                                          |                                          |                                          |                                          |                                          |                                          | G                                        | QF                                       | SF                                       | B                                        | F                                        |                                          |
| Misti a coppie                           | BC4                                      |                                          |                                          |                                          |                                          |                                          |                                          |                                          |                                          | G                                        | QF                                       | SF                                       | B                                        | F                                        |                                          |

| G | Gironi eliminatori | QF | Quarti di finale | SF | Semifinali | B | Finale medaglia di bronzo | F | Finale medaglia d'oro |

## Podi

### Uomini
| Evento      | Classe | Oro               | Argento                           | Bronzo                  |
| ----------- | ------ | ----------------- | --------------------------------- | ----------------------- |
| Individuale | BC1    | John Loung        | Jung Sung-joon                    | Muhamad Syafa           |
| Individuale | BC2    | Worawut Saengampa | Muhammad Bintang Satria Herlangga | Watcharaphon Vongsa     |
| Individuale | BC3    | Jeong Ho-won      | Daniel Michel                     | Grigorios Polychronidis |
| Individuale | BC4    | Stephen McGuire   | Edilson Chica                     | Artem Kolinko           |

### Donne
| Evento      | Classe | Oro                | Argento         | Bronzo        |
| ----------- | ------ | ------------------ | --------------- | ------------- |
| Individuale | BC1    | Aurélie Aubert     | Jeralyn Tan     | Hiromi Endo   |
| Individuale | BC2    | Cristina Gonçalves | Jeong So-yeong  | Gischa Zayana |
| Individuale | BC3    | Ho Yuen Kei        | Jamieson Leeson | Kang Sun-hee  |
| Individuale | BC4    | Lin Ximei          | Cheung Yuen     | Leidy Chica   |

### Misti
| Evento    | Classe | Oro                                                      | Argento                                                                  | Bronzo                                                                   |
| --------- | ------ | -------------------------------------------------------- | ------------------------------------------------------------------------ | ------------------------------------------------------------------------ |
| A squadre | BC1-2  | Cina Lan Zhijian (BC2) Yan Zhiqiang (BC2) Zhang Qi (BC1) | Indonesia Muhamad Syafa (BC1) Felix Ardi Yudha (BC2) Gischa Zayana (BC2) | Giappone Hiromi Endo (BC1) Takayuki Hirose (BC2) Hidetaka Sugimura (BC2) |
| Di coppia | BC3    | Hong Kong Ho Yuen Kei Tse Tak Wah                        | Corea del Sud Jeong Ho-won Kang Sunhee                                   | Argentina Stefania Ferrando Rodrigo Romero                               |
| Di coppia | BC4    | Colombia Edilson Chica Chica Leidy Chica Chica           | Hong Kong Cheung Yuen Leung Yuk Wing                                     | Thailandia Pornchok Larpyen Nuanchan Phonsila                            |